# Operacja wsparcia pokoju
Operacja wsparcia pokoju – operacja poszerzająca możliwości zarówno zapobiegania konfliktom, jak i tworzenia pokoju. Polega na rozmieszczeniu sił pokojowych ONZ w rejonie konfliktu, za zgodą wszystkich zainteresowanych stron, składających się zwykle z części wojskowej, policyjnej i cywilnej.
W terminologii NATO (PCO - Peace Support Operations) – to ograniczenie, łagodzenie lub zakończenie działań zbrojnych między państwami lub wewnątrzpaństwowych przez bezstronną interwencję strony trzeciej, zorganizowaną i prowadzoną przez społeczność międzynarodową, z użyciem sił zbrojnych i komponentu cywilnego w celu uzupełnienia politycznego procesu rozwiązywania konfliktów oraz przywrócenia i utrzymania pokoju. Prowadzi się je zwykle zgodnie z postanowieniami rozdziału VI Karty Narodów Zjednoczonych.

## Typy operacji wsparcia pokoju
Operacje wsparcia pokoju obejmują: 
- zapobieganie konfliktom (Conflict Prevention) – działania, w ramach nakreślonych postanowieniami rozdziału VI Karty Narodów Zjednoczonych: misje dyplomatyczne, konsultacje, ostrzeganie, inspekcje, monitorowanie i obserwację oraz prewencyjne rozwinięcie sił dla zapobieżenia konfliktowi zbrojnemu[2];
- tworzenie pokoju (Peacemaking) – działania dyplomatyczne prowadzone po rozpoczęciu konfliktu, a ich celem jest osiągnięcie porozumienia i doprowadzenie do przerwania walk. Są to pośrednictwa, mediacje, pojednania, misje rozjemcze, a także sankcje i izolowanie dyplomatyczne[2][3];
- wymuszanie pokoju (Peace Enforcement) – działania zgodne z postanowieniami rozdziału VII Karty Narodów Zjednoczonych z wykorzystaniem środków militarnych. Działania mogą być prowadzone zarówno w przypadku konfliktu międzynarodowego jak i wewnętrznego. Ich celem jest zarówno pomoc humanitarna jak i przywrócenie porządku publicznego w sytuacji, gdy przestały funkcjonować legalne instytucje państwowe[2];
- utrzymanie pokoju (Peacekeeping) – działania zmierzające do ograniczenia, łagodzenia lub zakończenia działań zbrojnych między państwami. Obejmują działania charakterystyczne dla tradycyjnych operacji pokojowych podejmowanych po przerwaniu walk i zawieszeniu broni. Polegają na wprowadzeniu sił pokojowych za zgodą stron a ich zadaniem jest nadzorowanie porozumienia o zawieszeniu broni, kontrolowanie linii rozdzielenia i stref buforowych, rozbrajanie i demobilizacja oddziałów zbrojnych oraz kontrola granic.  Utrzymanie pokoju może obejmować też pomoc humanitarną i opiekę nad uchodźcami, wspieranie działań policji, organizację i przeprowadzanie wyborów, ściganie przestępców wojennych oraz kontrolę przestrzegania praw człowieka[2].
- budowanie pokoju (Peace Building) – działania prowadzone po zakończeniu konfliktu zmierzające utrwalenia rozwiązań politycznych w celu uniknięcia kolejnego konfliktu. Polegają na niesienie pomocy w utrwalaniu kruchego jeszcze pokoju i wprowadzenia długoterminowej stabilizacji[4][5].
- pomoc humanitarna (Humanitarian Operations) - działania prowadzone celem ulżenia cierpieniom ludności w sytuacji, gdy odpowiedzialne władze nie mogą albo nie chcą takiej pomocy dostarczyć. Może ona być prowadzona w ramach operacji budowania pokoju lub  jako oddzielne zadanie. Może to być pomoc organizowana podczas klęsk żywiołowych, pomoc uchodźcom, dostarczanie i rozdzielanie podstawowych środków niezbędnych do przeżycia[4].